# リーキ

リーキ（韮葱、英: leek、学名: Allium ampeloprasum）は、ヒガンバナ科ネギ属の地中海沿岸原産の野菜である。リークとも。意訳してセイヨウネギ（西洋ねぎ）、ニラネギ、西洋ニラネギなどとも。また、フランス語名のポワロー (poireau)、イタリア語名のポッロ (porro) から、ポワロ、ポロねぎとも呼ばれる。

## 概要
地中海沿岸原産。起源は古く、古代エジプト時代から栽培されていたとされる。
ネギ属に属するネギのなかまで、日本では「西洋ねぎ」「ポロねぎ」「ポワロ」ともよばれる。下仁田ネギに似た、太くて短い姿で、長ネギのように円筒形の白い部分を食用とする。ネギと違い、ネギ特有の臭みは少なく芳香があり、葉は硬く平らにつぶれている。栽培法は根深ネギとほぼ同様であり種子によって繁殖する。近縁のジャンボニンニクは栄養繁殖によって増える。
春まきの品種と秋まき（越冬型）の品種とがある。一般的に越冬型の方が香りが強い。食材としての旬は11月 - 3月で、太さが均一で茎がよく締まっている、葉の部分が緑鮮やかなものが市場価値の高い良品とされる。根深ネギと同様に軟白化した部分を煮込み、スープ、刻んでサラダなどに利用する。緑色の部分も香りを活かして煮込み料理の風味づけに利用される。栄養的には可食部100グラム (g) あたりの熱量が29キロカロリー (kcal) で、栄養価の高い緑色の部分にはβ-カロテンが多く含まれている。
フランスではポピュラーで、それぞれの季節に適した品種があり通年で手に入るが、最も流通が増えるのは冬である。加熱すると甘味が強く増し、ねっとりとした食感と上品な風味を活かしたシチュー、スープ、ポタージュ、ポトフなどの煮込み料理や蒸し煮、オーブンを使ったグラタンなどの料理に好んで使われる。また、ジャガイモやパースニップとの相性が良く、香味野菜としても利用される。
日本への輸入はベルギーやオランダなどのヨーロッパ産もしくはオーストラリアやニュージーランドのオセアニア産がほとんどであり、日本での生産量は非常に少なく、わずかに特産品づくりとしての試験的な生産が試みられており、希少な国産品として大田市場や帝国ホテルに高値で卸されている。

## ウェールズとリーキ

ウェールズのヘラルディック・バッジ。ウェールズの守護聖人である聖デイヴィッドおよびウェールズそのものを象徴するリーキ(西洋ネギ)が描かれている。

カーディフの市旗には赤い竜とともに花のついたリーキが描かれている

リーキは、ラッパスイセンとともに、ウェールズの国花・国章である。国花というが、リーキの花（いわゆるネギ坊主）ではなく、食用とする茎葉の部分が国花となっている。ただし、カーディフの市旗に描かれたリーキにはネギ坊主の方の花も入っている。
ウェールズの守護聖人デイヴィッドのシンボルでもあり、彼はウェールズの軍人に戦場で敵味方を区別させるため、帽子にリーキをつけさせた。それにちなみ、3月1日の聖デイヴィッドの日には、リーキを身につける習慣がある。
ウェールズの郷土料理にはリーキを使ったものが多い。リーキポリッジ（リーキがゆ）、カウルケニン（リーキスープ）などがある。

## ギャラリー

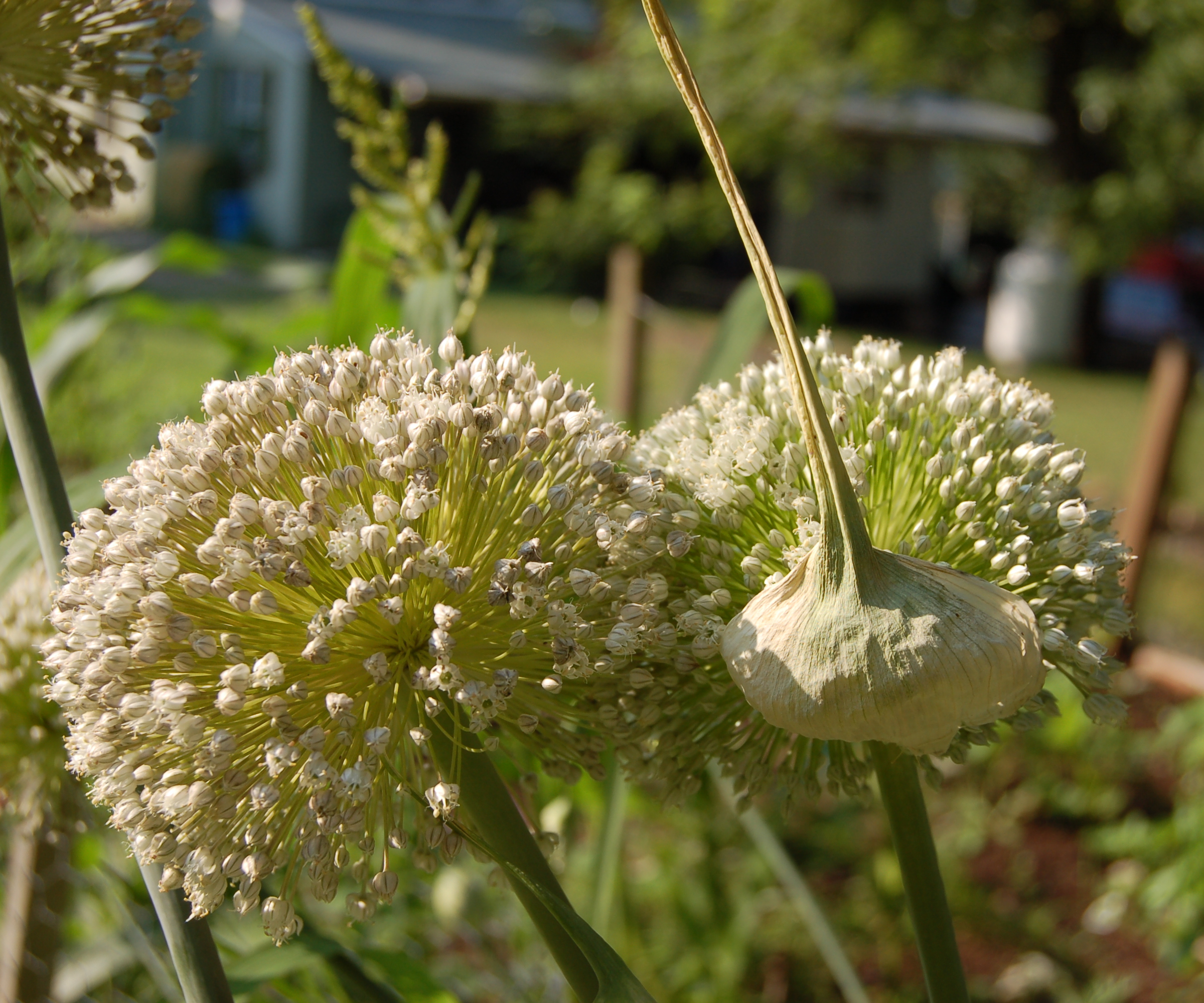
リーキの花（いわゆるネギ坊主）
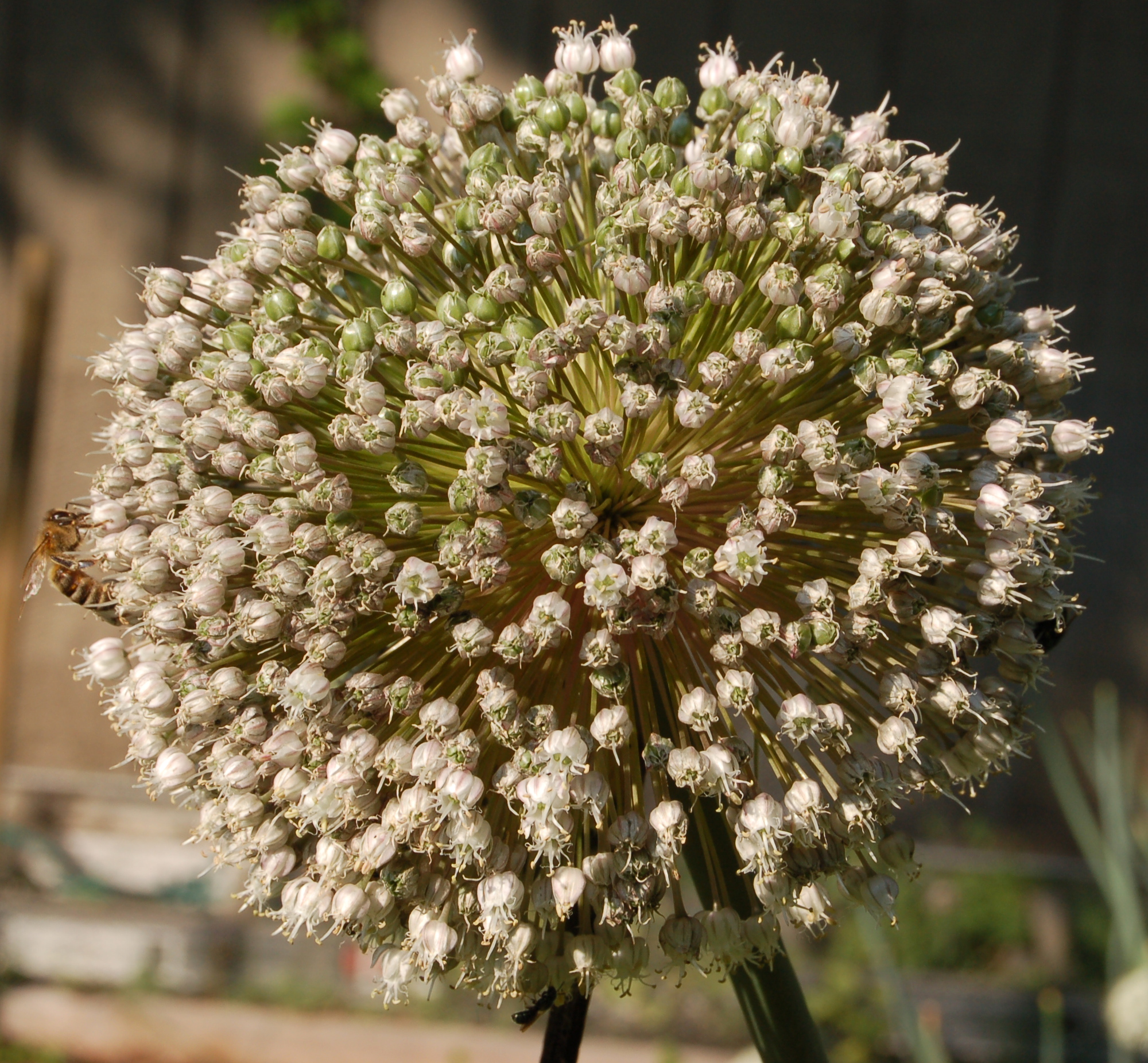
花にハチが来ている
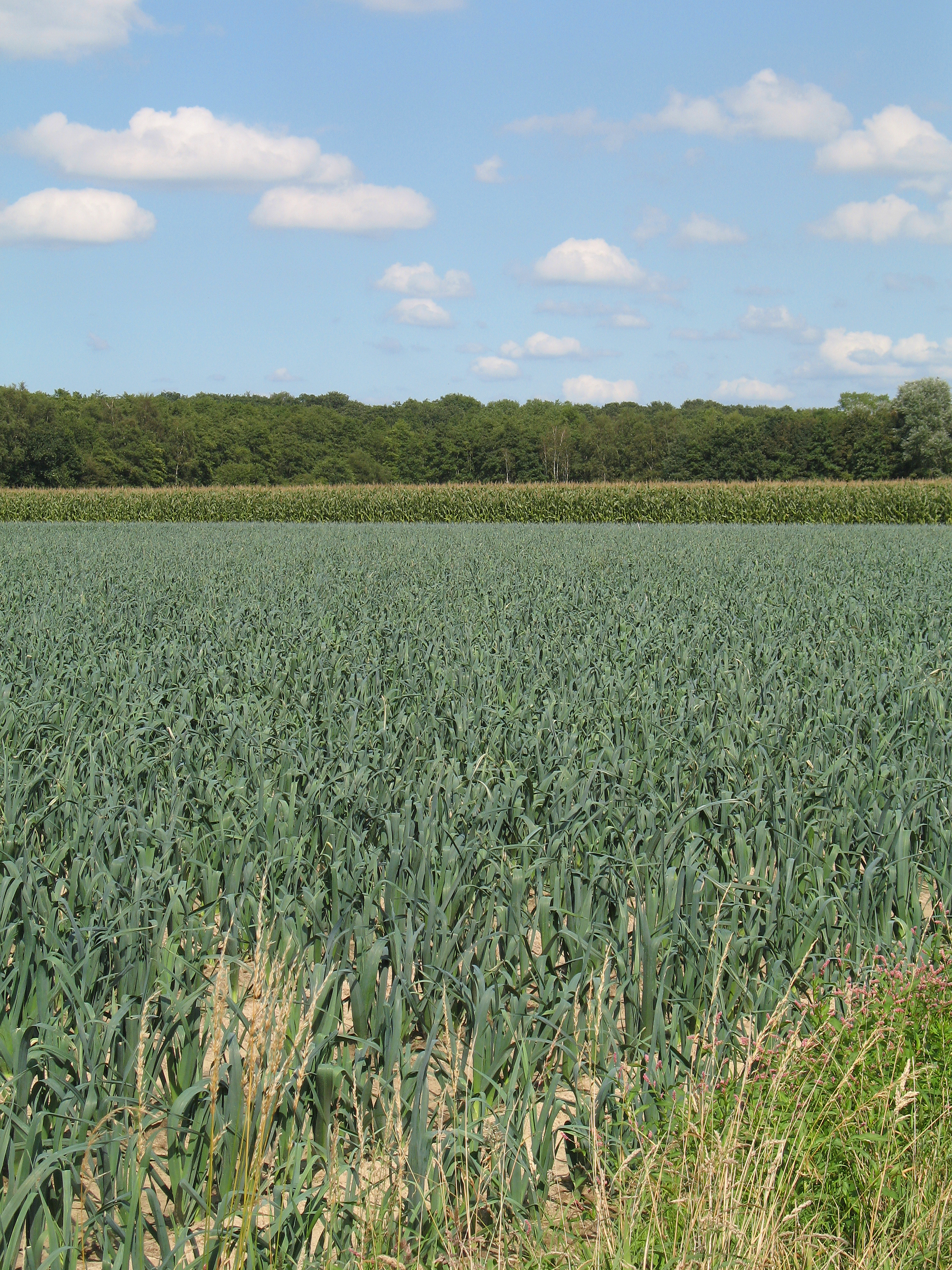
ベルギー・ハウトフルスト（英語版）のリーキ畑
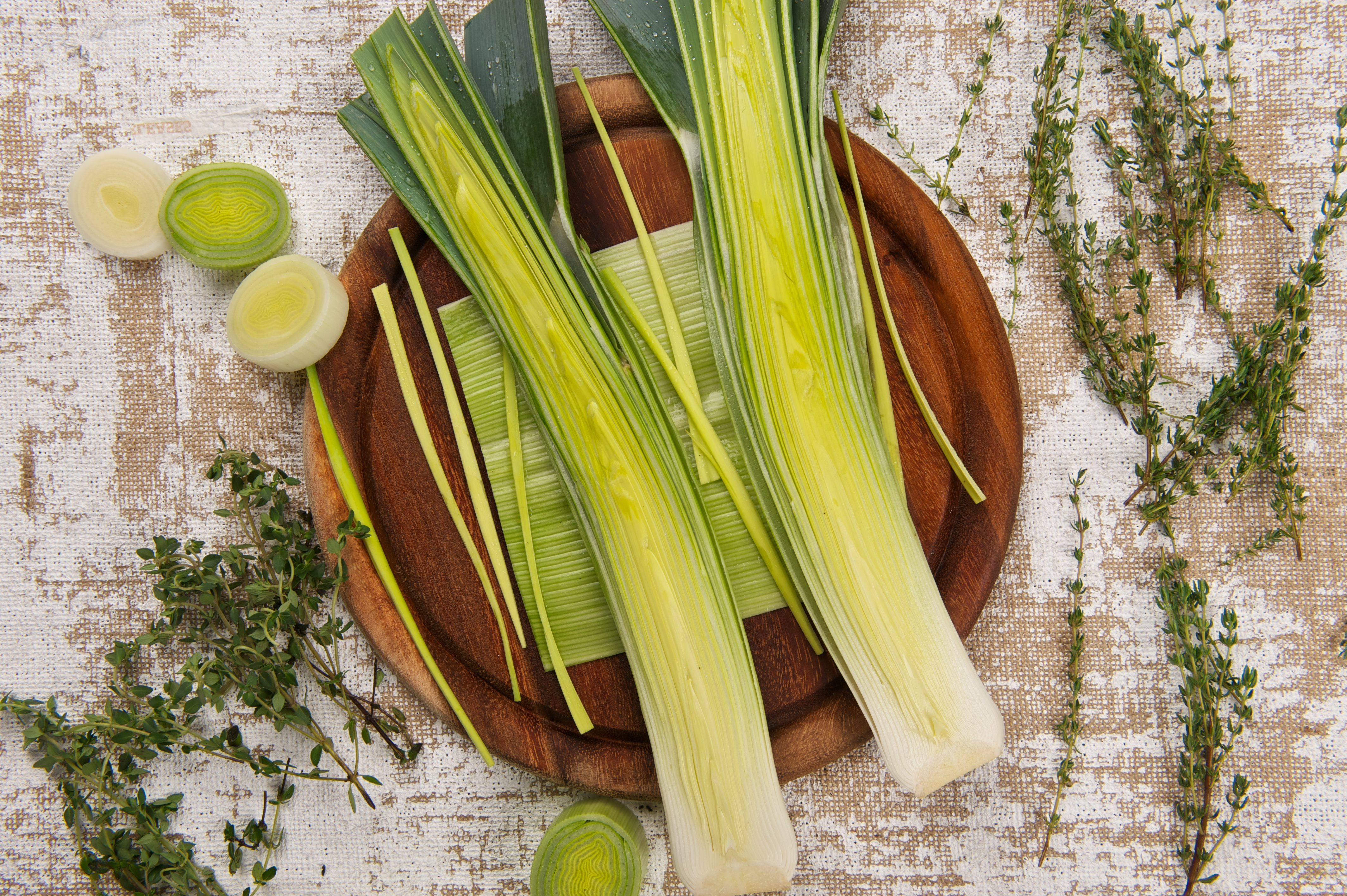
リーキの茎葉の断面とタイム
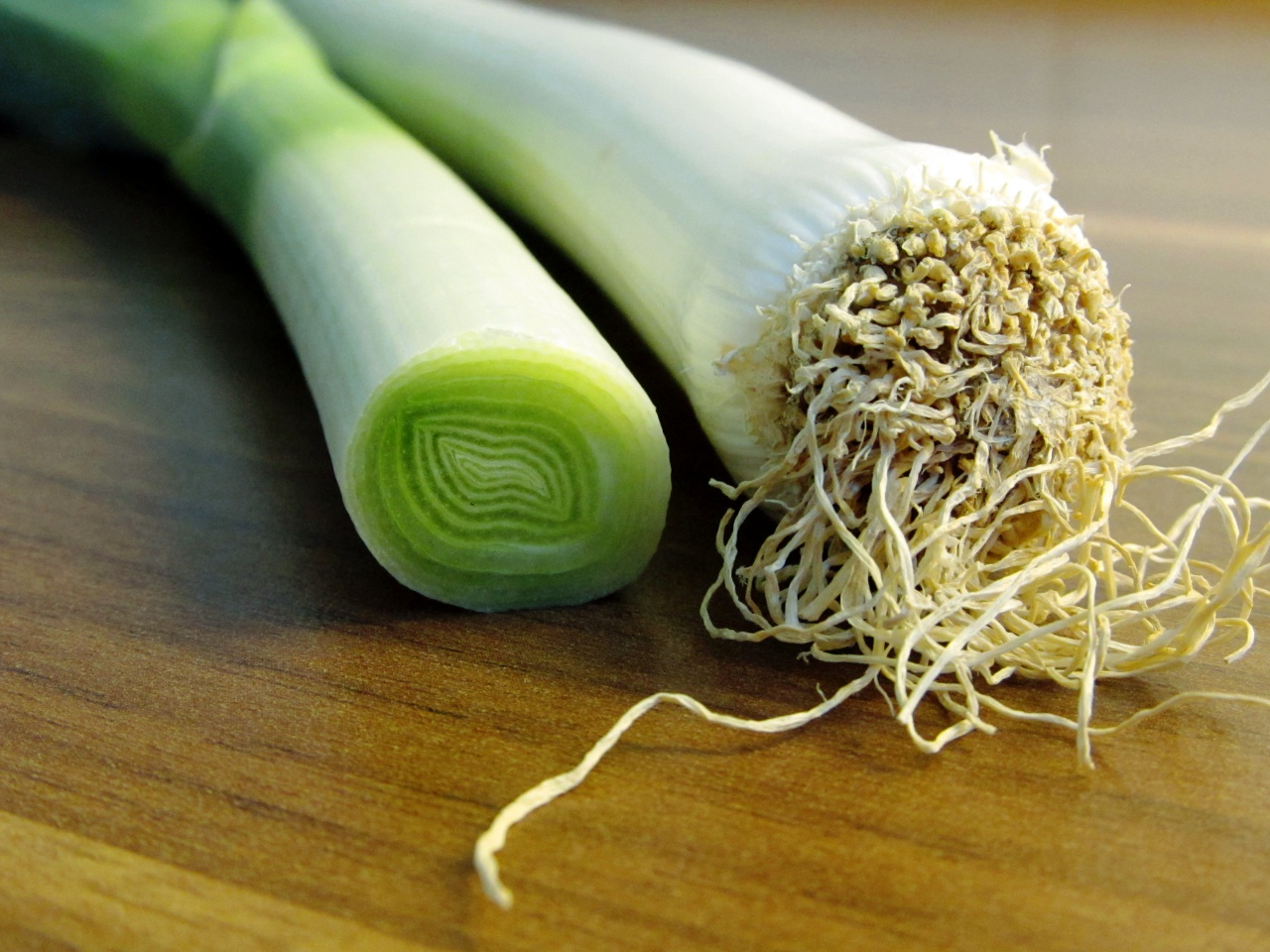
リーキの葉の横断面と根本
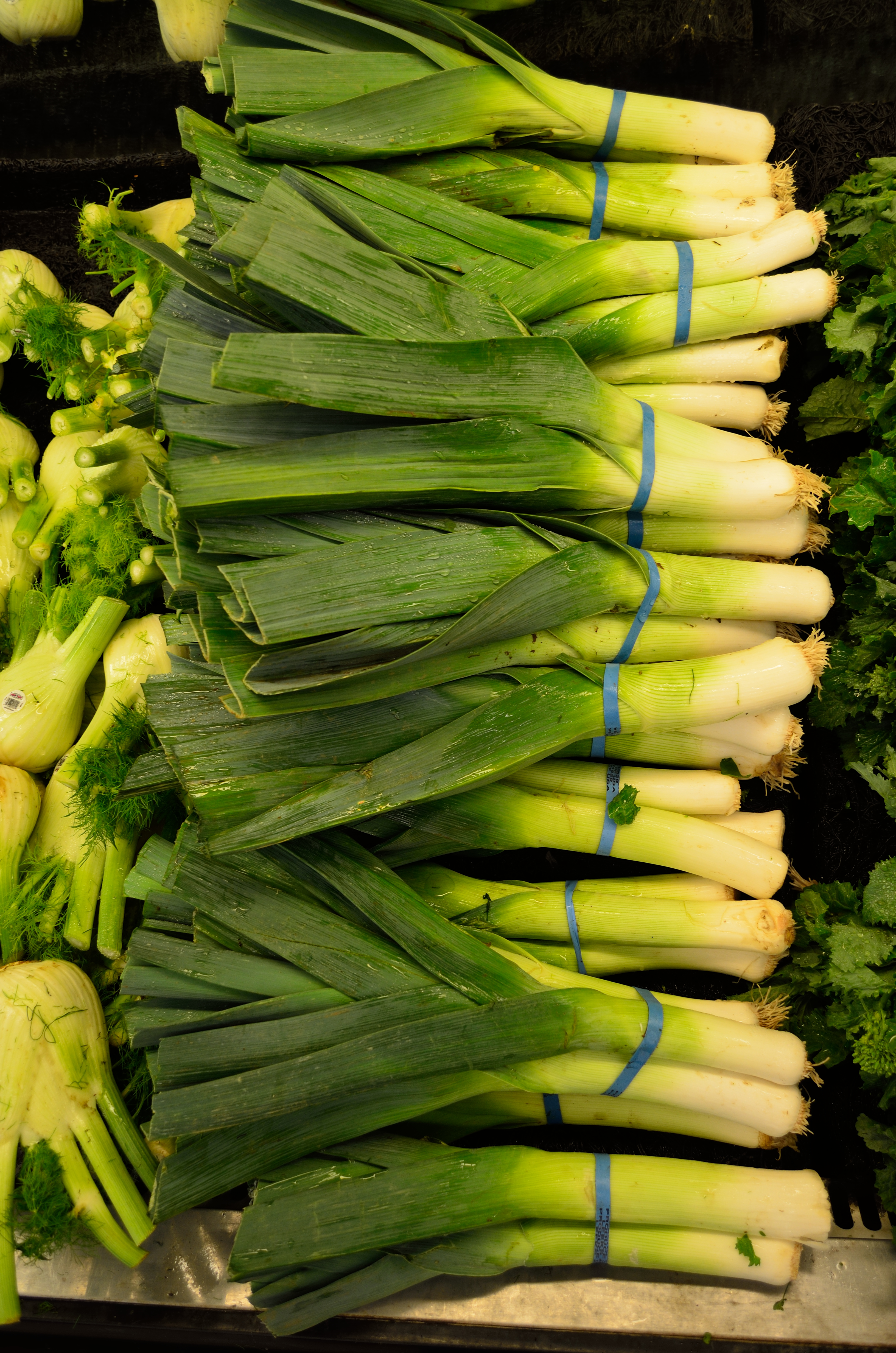
ネギ同様束ねた状態で販売される
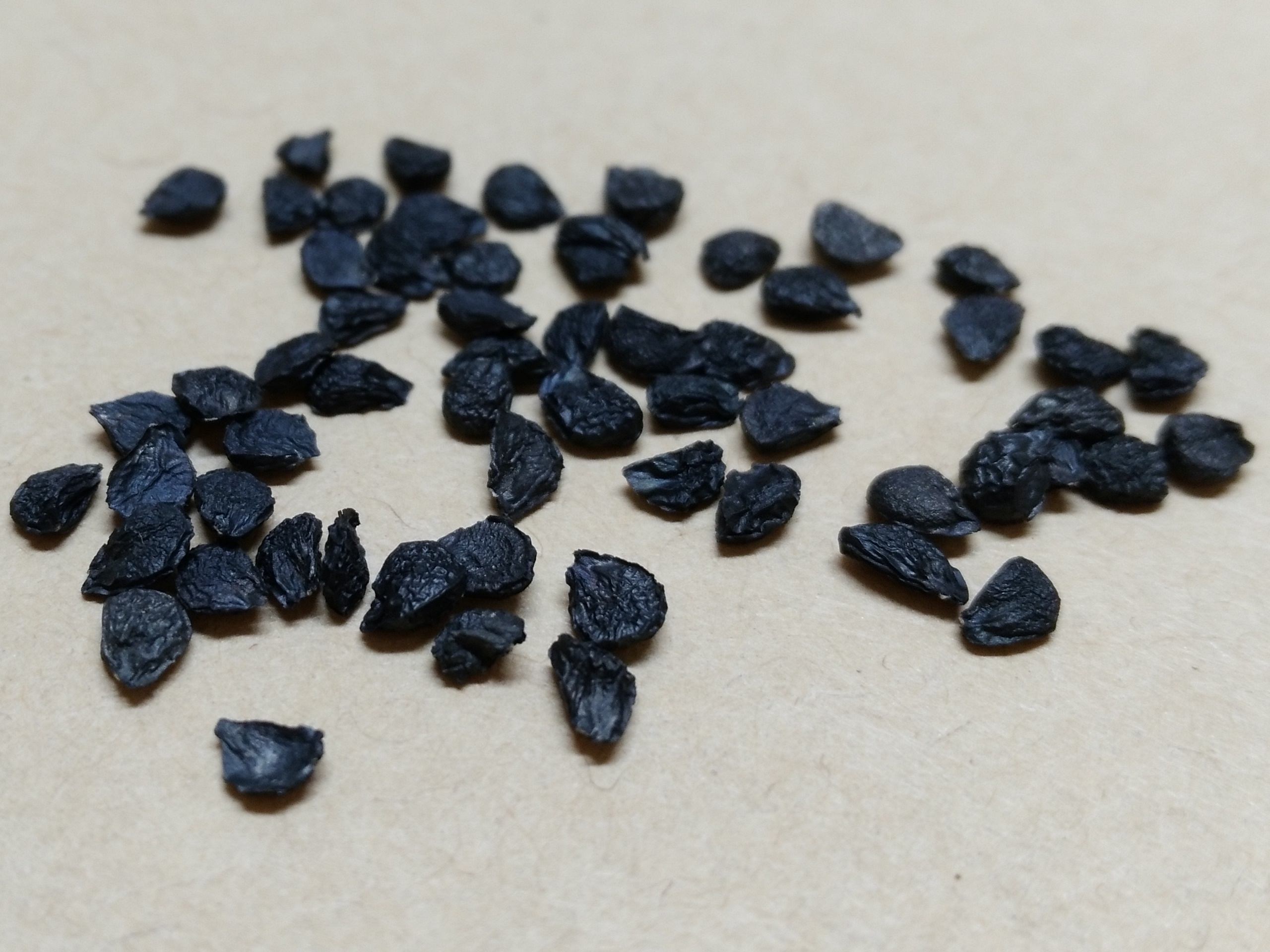
リーキの種子

## 主な生産地

### 日本
- 茨城県取手市
- 長野県池田町
- 岡山県矢掛町[11][12]
- 北海道音更町[13]